# Исильдур
Иси́льдур (кв. Isildur, «слуга луны») — персонаж легендариума Дж. Р. Р. Толкина, старший сын Элендиля, второй правитель королевств дунэдайн в Средиземье (кратко упоминается в книге «Властелин колец», более детально — в книгах «Сильмариллион» и «Неоконченные предания Нуменора и Средиземья»).
Согласно авторским дополнениям Толкина к «Возвращению короля», Исильдур родился в Нуменоре в 3209 г. Второй эпохи и был старшим сыном Элендиля Высокого. Он и его брат Анарион совместно правили Гондором с момента его основания (подчиняясь верховному королю Элендилю). После гибели Элендиля и Анариона в Войне Последнего союза Исильдур унаследовал королевский титул отца, став главой Нуменорского Дома в изгнании. Убит орками во 2 году Третьей эпохи при попытке переплыть Андуин после побоища в Ирисной низине.
Исильдур имел четверых сыновей — Элендура (род. в Нуменоре, 3299 г.), Аратана, Кириона (род. в Гондоре соответственно в 3339 и 3379 гг.) и Валандиля (род. в 3430 г. во дворце Эльронда в Ривенделле). Прямым потомком младшего сына Исильдура и наследником короны Элендила был Арагорн.

## Характер
В эпопее о Едином кольце Толкин уделяет большое внимание истории Исильдура и его характеру, поскольку этот персонаж является одним из ключевых для всего сюжета. В преданиях Средиземья Исильдур изображён в целом как благородный и доблестный воин и мудрый правитель, которому, однако, присущи своенравие и гордыня. Именно последние два качества стали причиной рокового решения сохранить Кольцо Всевластья, когда оно было захвачено Исильдуром в битве у стен Барад-дура. Исильдур отказался внять убеждению мудрейших из эльфов и оставил Единое кольцо себе (впоследствии дунэдайн так и именовали его: «Проклятие Исильдура»).

## Биография
Согласно «Сильмариллиону» род Исильдура восходил к Эльросу, сыну Эарендиля Морехода и Эльвинг, и принадлежал к высшей знати Нуменора, будучи в родстве с нуменорскими королями через Сильмариэн, дочь 4-го короля Нуменора, Тар-Элендиля. Амандиль, дед Исильдура, был наследным князем Андуниэ и входил в Совет Скипетра. Резиденцией его незадолго до падения Нуменора стала Роменна, главная нуменорская гавань, расположенная на востоке острова.
В период правления короля Ар-Фаразона, когда нуменорцы были совращены Сауроном, владыки Андуниэ единственные устояли перед тёмными чарами и сохраняли дружественные отношения с эльфами. В отместку Саурон добился исключения Амандиля из Совета, и тот вынужден был покинуть столицу, обосновавшись в Роменне, где собрал своих последних союзников. За ним последовали сын Элендиль и внуки — Исильдур и Анарион.

### Спасение Белого древа
Именно тогда Исильдур совершил свой первый подвиг — спасение Белого древа. Как повествует «Сильмариллион», Саурон, обуреваемый ненавистью ко всему, что было связано с Валар и эльфами, внушил такую же ненависть Ар-Фаразону, и уговаривал его срубить Древо. Узнав об этом, Исильдур покинул дворец деда, тайно проник в строго охраняемый королевский сад Арменелоса и сорвал один из плодов волшебного дерева. Поднялась тревога, охрана попыталась схватить Исильдура, но тот, хотя и получил многочисленные тяжёлые раны, сумел отбиться и ускользнуть неузнанным.
Вскоре после этого нуменорское Белое древо, Нимлот, было срублено по приказу короля. Однако в Роменне добытый Исильдуром плод был посажен в землю и, благословлённый Амандилем, дал росток. Когда появился первый лист, лежавший при смерти Исильдур исцелился от всех своих ран и встал на ноги.
Впоследствии саженец Древа был вывезен Исильдуром в Средиземье и посажен в Минас Итиле.

### Переселение в Средиземье
Когда Ар-Фаразон, полностью подпавший под влияние Саурона, задумал роковой военный поход на Валинор, дом владык Андуниэ по воле князя Амандила, предвидевшего неизбежную катастрофу, отправился в добровольное изгнание. Элендиль, сопровождаемый сыновьями и вассалами, на девяти кораблях покинул Нуменор и взял курс на восток. Беглецы везли с собой многие сокровища нуменорцев, в том числе семь палантиров, некогда подаренных Амандилю эльфами.
Прибыв в Средиземье, Элендиль и его сыновья были радушно встречены Гиль-галадом, королём эльфов Линдона. На новой земле были основаны государства «нуменорцев в изгнании». Элендиль стал Верховным королём нуменорского дома, а также правителем северного королевства — Арнора, разместив свою резиденцию в Аннуминасе. Исильдур и Анарион, высадившиеся на юге, в низовьях Андуина, совместно стали править основанным ими южным королевством Гондор со столицей в Осгилиате.
Исильдур получил от отца два из семи палантиров. Один из них, прозванный «Итильским камнем», служил Исильдуру для связи с отцом и братом. Спасённое им Белое древо было посажено в землю у дворца Исильдура в Минас Итиле.

### Последний Союз и война против Мордора
Вскоре после образования нуменорских государств в Средиземье туда прибыл и Саурон, который сумел уцелеть при катаклизме, погубившем Нуменор (хотя отныне лишился способности принимать привлекательный облик). Он обосновался на востоке, недалеко от границ Гондора, где за Мглистыми горами располагалось его древнее владение — Мордор. Стало ясно, что приближается новая война.
В этот период король Гондора Исильдур вместе с братом участвовал в создании оборонительной линии вдоль восточной границы своего княжества. Нуменорцы (дунэдайн, как стали называть их эльфы) пытались препятствовать укреплению мощи Саурона, однако некоторые из них перешли на сторону врага и возглавили союзный Мордору народ Харада.
Первая проба сил Саурона состоялась в 3428 году Второй эпохи, когда он, собрав мощную армию, нанёс удар по Гондору и сумел захватить Минас Итиль. Исильдур и его семья вынуждены были бежать. Спустившись на корабле по Андуину, они морем достигли владений Элендиля. Белое Древо в Минас Итиле было уничтожено, но Исильдур всё-таки унёс с собой его саженец.
Однако в Осгилиате войска Мордора потерпели поражение от Анариона. Гондорцы не только удержали свою столицу, но и отбросили врага обратно к горам. Тем не менее, силы Мордора были весьма велики, и стало ясно, что в одиночку Гондор не выстоит в этой войне.
В 3430 году король Арнора Элендиль и Верховный король нолдор Гиль-галад собрали Совет, на котором был заключён Союз между дунэдайн и эльфами (впоследствии названный Последним союзом). Исильдур присутствовал на Совете и принял участие в походе Союза против Саурона. К походу присоединилось множество людей и лесных эльфов, а также гномы Кхазад-дума под предводительством Дурина. Армия Союза была столь сильна, что, по преданию, подобной рати не собиралось в Средиземье со времён осады армией Валар Тангородрима. Войску Элендиля и Гиль-галада противостояли силы Мордора, состоявшие из орков и людей-южан.
Исильдур сражался в обеих грандиозных битвах этой войны. В первой, при Дагорладе, армии Мордора потерпели сокрушительное поражение и были отброшены к цитадели Саурона — Барад-дуру. Второе сражение, осада Барад-дура, длилось семь лет и стоило огромных потерь обеим сторонам. В Горгоротской долине погиб брат Исильдура Анарион (Исильдур очень скорбел о его гибели; после войны он в память о брате посадил в Минас Аноре спасённое из Минас Итиля Белое Древо).

### Поражение Саурона от руки Исильдура
Согласно «Братству Кольца», соединённая мощь эльфов и нуменорцев была так велика, что войска Мордора, несмотря на крепость стен Барад-дура и множество отчаянных контратак, неумолимо таяли, и близок был их окончательный разгром. Предводители Союза бросили вызов самому властелину Мордора, и Саурон вынужден был принять его. Он покинул свою твердыню и лично вступил в битву. Однако его сила, умноженная Единым кольцом, намного превосходила силы его противников. Гиль-галад с копьём Аэглос в руках и Элендиль пали в схватке, при этом меч Элендиля Нарсиль сломался.
Согласно «Сильмариллиону»:

Но кольцо осады все время сжималось, и в конце концов Саурону пришлось выйти и биться с Гиль-галадом и Элендилем. И там они оба пали. Меч Элендиля сломался под ним, когда тот пал. Но и сам Саурон был сражён. И сжимая рукоять-осколок Нарсиля, Исильдур отсек Правящее Кольцо с руки Саурона, и забрал его себе.Оригинальный текст (англ.)But at the last the siege was so strait that Sauron himself came forth; and he wrestled with Gil-galad and Elendil, and they both were slain, and the sword of Elendil broke under him as he fell. But Sauron also was thrown down, and with the hilt-shard of Narsil Isildur cut the Ruling Ring from the hand of Sauron and took it for his own.
Согласно книге «Властелин колец»:

Саурона низвергли Гиль-галад, король эльфов, и Элендиль — владыка Запада. Оба они погибли в бою. Исильдур, сын Элендиля, отсек Саурону палец с Кольцом и взял Кольцо себе. Это подсекло Саурона под корень: дух его отлетел и много долгих лет пребывал неведомо где, прежде чем тень его приняла новое обличье и поселилась в Темнолесье.Оригинальный текст (англ.)It was Gil-galad, Elven-king and Elendil of Westernesse who overthrew Sauron, though they themselves perished in the deed; and Isildur Elendil’s son cut the Ring from Sauron’s hand and took it for his own. Then Sauron was vanquished and his spirit fled and was hidden for long years, until his shadow took shape again in Mirkwood.
В экранизации «Властелин колец» Питера Джексона Исильдур подхватил выпавший из руки отца сломанный меч и обломком клинка сумел нанести удар по руке Саурона, отрубив несколько пальцев, в том числе палец, на котором было Кольцо. Это привело к разрушению телесной оболочки Саурона. Его дух бежал прочь и долго с тех пор вынужден был скрываться в пустошах на востоке, ожидая возможности вновь принять зримый облик.

## Исильдур и Единое кольцо
Сокрушив Саурона, Исильдур завладел Единым кольцом. Этот момент он собственноручно описал в манускрипте, который впоследствии был обнаружен Гэндальфом в архивах Минас Тирита и зачитан на Совете Элронда в Ривенделле:

…Оно было горячим, когда я впервые взял его, горячим, как горящий уголь. Оно обожгло мне руку, и я сомневаюсь, что боль от ожога покинет меня когда-нибудь. Сейчас, когда я пишу, оно всё ещё остывает и умаляется, но ни формы, ни красоты не теряет. Уже письмена, горевшие поначалу так ярко, тускнеют на глазах и едва различимы. Они напоминают руническое письмо Эрегиона, в мордорском языке нет знаков для такой тонкой работы. Но я не могу прочесть надпись. Полагаю, это язык Чёрной Страны. Он зол и груб. Я не знаю, какое злодейство таит надпись, но пока знаки не исчезли, сниму с них копию. Верно, Кольцо хранит жар руки Врага, и хоть черна его длань, Кольцо сияет, как огонь. Может статься, если нагреть Кольцо, знаки снова проступят на нём.

Соратники павшего Гиль-галада, Элронд и Кирдан, напрасно убеждали Исильдура уничтожить Кольцо, бросив его в жерло вулкана Ородруин. И без того горделивый и своенравный, Исильдур, победив Саурона, преисполнился ещё большей надменности, а магия Кольца очаровала его разум, вызвав острое желание вечно обладать им. На советы союзников Исильдур ответил:

Оно будет принадлежать мне, как вира за смерть отца и брата. Разве не я был тем, кто нанёс Врагу смертельный удар?Оригинальный текст (англ.)This I will have as weregild for my father's death, and my brother's. Was it not I that dealt the Enemy his death-blow?
Своё решение он подтвердил и в рукописи:

Великое Кольцо станет отныне родовой драгоценностью Северного Княжества, а запись о нём останется в Гондоре, ибо и здесь обитают наследники Элендиля. Я сделал эту запись, дабы не исчезла память о великих делах… Я не могу заставить себя причинить вред этому единственно прекрасному из всех трудов Саурона. Это — моё сокровище, хоть я и заплатил за него великой болью.
Гордыня Исильдура имела далеко идущие роковые последствия. Желание сохранить Кольцо Врага привело к гибели его самого и трёх его старших сыновей и, в перспективе, к династическому кризису Арнора, в результате которого северное государство дунэдайн распалось на три самостоятельных княжества, постепенно сокрушённых силами ангмарского Короля-чародея. Но что оказалось более плачевно для судеб Средиземья, сохранение Кольца фактически свело на нет успех Последнего Союза в войне с Врагом. В конце Третьей эпохи Элронд так описал результат ошибки Исильдура:

Да, Последний Союз победил, но, как всегда, не до конца. Саурон оказался повержен, но не уничтожен, Кольцо потеряно, но цело. Чёрная Крепость лежала в руинах, но руины скрывали неповреждённые корни Зла, созданного Кольцом, и пока Кольцо цело, целы и они.
Так Исильдур, на свою погибель, стал обладателем Кольца Всевластья. Однако Кольцо, по воле своего создателя наделённое неким магическим подобием собственного разума, отказывалось признать в нём хозяина. Тёмные чары Кольца не могли полностью подчинить душу потомка Амандиля, однако оно смогло тайно влиять на события, предопределившие судьбу Исильдура.

## Дальнейшие деяния Исильдура и его смерть
После победы над Сауроном Исильдур вернулся в Гондор. Там он принял Элендилмир как король Арнора и провозгласил свою верховную власть над Северным и Южным королевствами дунэдайн. В Минас Аноре он посадил новое Белое Древо (названное Древом Короля) и передал трон Гондора своему племяннику Менельдилу. Тем временем большая часть армии Арнора ушла обратно на север. С королём осталась лишь его личная гвардия и три старших сына (младший, Валандил, в это время находился в Ривенделле: будучи совсем ребёнком, он не мог сопровождать отца в его походе).
Около двух лет новый Верховный Король нуменорского дома приводил в порядок дела Южного Королевства, укреплял границы и наставлял Менельдила в делах управления. К этому периоду относится ряд установленных Исильдуром законов и обычаев, в том числе «Завет Исильдура».

### «Завет Исильдура»
С Менельдилом и несколькими доверенными друзьями Исильдур совершил инспекционную поездку вдоль границ Гондорских земель. После возвращения с северных границ Анориэна, на высоком холме Эйленаер Исильдур предал земле останки Элендиля и насыпал погребальный курган в память о нём. При этом он сказал:

Это могила и памятник Элендилу Верному. Здесь будет он пребывать, в центре Южного Королевства, хранимый Валар, до тех пор, пока стоит Королевство; и это место будет святыней, которую никто не осквернит. Пусть ни один человек не нарушает его тишины и покоя, если он не наследник Элендила.
К вершине холма была сооружена каменная лестница, восходить по которой имели право только короли Гондора и те, кому они разрешат сопровождать себя. С тех пор это место стали именовать Амон-Анвар, «Холм Благоговения». Место последнего упокоения Элендиля сохранялось в глубокой тайне. Менельдилу же Исильдур заповедал время от времени посещать гробницу, «особенно в тех случаях, когда он почувствует нужду в мудрости во дни опасностей и несчастий; и что он должен также привести туда своего наследника, когда тот достигнет порога совершеннолетия, и расскажет ему о создании святыни, и доверит тайны королевства и другие вещи, о которых тому следует знать».
Этому завету следовали все последующие короли Гондора. При пятом короле после Менельдила, Ромендакиле I, «Завет Исильдура» впервые был зафиксирован письменно. Этот свиток с тех пор Наместники Гондора вручали наследникам Исильдура при коронации.
В дни Мардила, первого правящего Наместника Гондора (принявшего власть после того, как последний из королей, Эарнур, сгинул в Минас-Моргуле в 2050 г. Т. Э.), обязанность посещения святыни Амон-Анвар была вменена и Наместникам, которые исполняли «Завет Исильдура» от имени отсутствующего короля. Со временем, однако, такие посещения совершались всё реже. Впрочем, могила Элендиля, как и предсказывал Исильдур, многие века была чудесно хранима от запустения и разорения.
При 12-м Наместнике, Кирионе, заключившем союз с Роханом (причём союзные клятвы были принесены у гробницы Элендила), северные области Гондора, граничащие с Анориэном, где находился священный холм, по условиям союза перешли под власть Эорлингов. Посчитав, что отныне «Завет Исильдура» утратил смысл (ведь теперь Амон-Анвар располагался не «в центре Южного Королевства»), Кирион перенёс гробницу в Минас-Тирит. Однако почитание холма, связанного с «Заветом Исильдура», по-прежнему сохранилось у обоих народов; рохиррим на своём языке называли его Халифириен, «Священная Гора».
Покончив с заботами по обустройству Гондора, Исильдур вместе с личной гвардией и тремя сыновьями решил возвратиться на север, в Эриадор, где намеревался занять арнорский трон отца. С собой он нёс Кольцо, которое отныне считал фамильной реликвией.
Несмотря на то, что Исильдур чувствовал себя не в силах расстаться с Кольцом, сокровище, очевидно, всё более тяготило его. Надевать его снова он не решался, поскольку не мог забыть той боли, которую причинило ему Кольцо в первый раз. Постепенно король начинал понимать, что принял на себя непосильное бремя. Незадолго до гибели он признался:

Я не могу воспользоваться им. Меня страшит боль от прикосновения к нему. И я пока не нахожу в себе силы, чтобы подчинить его своей воле. Теперь мне понятно, что ему нужен некто более великий, чем я. Моя гордыня пала. Оно должно перейти к Хранителям Трёх.
Оригинальный текст (англ.)I cannot use it. I dread the pain of touching it. And I have not yet found the strength to bend it to my will. It needs one greater than I now know myself to be. My pride has fallen. It should go to the Keepers of the Three.

### Последний бой Исильдура
Толкин создал две версии этого эпизода (изложенные, соответственно, в «Сильмариллионе» и «Неоконченных сказаниях»), причём между версиями имеются небольшие различия.
На исходе 2 года Т. Э. Исильдур выступил из Осгилиата во главе своей дружины, насчитывавшей 200 опытных воинов. Так как коней, на которых ездили нуменорцы, после войны Последнего Союза в Осгилиате осталось немного, то дружина была пешей, а снаряжение и провизию везли на пони из восточных степей. У моста на восточном берегу Андуина Менельдил напутствовал его словами: «Идите же быстро, и пусть солнце, что озаряет начало вашего пути, не померкнет над вами!»
Прежде чем достичь Арнора, Исильдур собирался посетить Ривенделл, где его ожидали жена и маленький сын. Путь, который он избрал, пролегал вверх по течению Великой Реки к Кирит-Форн-эн-Андрат, высокогорному проходу на севере, который спускался в долину Имладриса. Эти места были хорошо знакомы королю, который много раз путешествовал по ним ещё до войны, а во время войны вёл здесь боевые действия вместе с войском Элронда. Несмотря на то, что земли, по которым ему предстояли пройти, граничили с пределами, некогда подвластными Саурону, теперь, спустя два года после поражения Врага, Исильдур считал дорогу вполне безопасной. К тому же местность была населена союзниками победителей.
На 20-й день пути ветер с Рунного моря принёс ненастную погоду. Проливной дождь и буря вынудили отряд свернуть с пути, спасаясь от разлившегося Андуина, и направиться к старому тракту гномов, что вёл к владениям короля лесных эльфов Трандуила.
К вечеру 30-го дня похода, одолев три четверти пути, Исильдур и его спутники достигли северной границы Ирисной Низины. Здесь отряд расположился на ночлег. В «Сильмариллионе» утверждается, что Исильдур проявил беспечность, не выставив на ночь сторожевые посты; в «Неоконченных сказаниях Нуменора и Средиземья» сказано, что орки атаковали их на марше. Но вышло так, что вблизи ночлега дунэдайн проходила одна из уцелевших банд орков.
По всей вероятности, это был один из тех отрядов, которые Саурон перед войной разослал из Мордора в окрестные земли, чтобы они стерегли дороги и препятствовали передвижению войск Последнего Союза. Исильдур почему-то не учёл вероятность того, что подобные отряды могли сохраниться (возможно, его разум был убаюкан Кольцом или он считал, что эти орки бежали на восток), а орки, судя по всему, не знали об окончании войны и поражении своего властелина.
В наступающих сумерках орки вышли из леса и атаковали дружину короля, которую численно превосходили примерно в 10 раз. Исильдур, застигнутый в невыгодной позиции, приказал своим воинам образовать защитное построение тангайл («стена щитов»). В этот момент короля посетило предчувствие близкой гибели. Обратившись к старшему сыну Элендуру (которого он любил более всех и которому безгранично доверял), он сказал:

Месть Саурона продолжает жить, хотя сам он должен быть мёртв. Это его коварство! У нас нет надежды на помощь: Мория и Лориэн сейчас далеко позади, а Трандуил в четырёх днях пути.
«А то, что мы несём, бесценно», — заметил Элендур, которому было известно о Кольце. Призвав своего оруженосца Охтара, Исильдур вручил ему обломки Нарсила и повелел:

Сбереги это, любой ценой не дай ему попасть во вражьи руки; пусть даже тебя сочтут трусом, покинувшим меня. Возьми с собой товарища и беги! Уходи! Я приказываю тебе!
Отдав это распоряжение, Исильдур приготовился к бою. Орки выпустили по дунэдайн град стрел, после чего с громкими криками сбежали по склону и обрушились на боевые порядки людей. Но, несмотря на ярость, их атака захлебнулась. Королевские ратники отразили натиск почти без потерь со своей стороны, и разбитые орки откатились обратно в лес.
Исильдур приказал дружине немедленно продолжить марш, желая поскорее покинуть низину и выйти в места, более удобные для обороны в случае ещё одного подобного нападения. Повторной атаки орков он не ожидал: по опыту недавней войны ему было известно, что, получив отпор, орки обычно не решаются продолжать битву (если только с ними нет сильного командующего наподобие одного из Кольценосцев).
Но в данном случае он ошибся: орки были воодушевлены близким присутствием Кольца, эманации которого внушили им небывалую ненависть и решимость. С наступлением ночи они подстерегли отряд Исильдура на марше и постепенно окружали его, а когда темнота сгустилась, атаковали одновременно со всех сторон. Незадолго до их нападения Элендур, предчувствуя недоброе, предложил отцу надеть Кольцо, чтобы подчинить бывших рабов Саурона, но Исильдур с горечью признался, что не в состоянии сделать это.
Вторая атака орков, проходившая под покровом тьмы, была сокрушительной. Воины короля гибли один за другим. Сын Исильдура Кирион был убит, а при попытке спасти брата получил смертельную рану второй его сын, Аратан. Видя это, Элендур пробился к отцу и убедил его, пока не поздно, оставить дружину и спасать себя (и прежде всего Кольцо, пока оно не попало в руки приспешников Тёмного Властелина).
Исильдур уже глубоко раскаивался в своём роковом решении присвоить артефакт Врага. Он ответил сыну:

Я знал, что должен сделать это; но я страшился боли. И я не мог бы уйти без твоего дозволения. Прости меня и мою гордыню, что навлекла на тебя эту погибель.
Оригинальный текст (англ.)I knew that I must do so; but I feared the pain. Nor could I go without your leave. Forgive me, and my pride that had brought you to this doom.

Надев Кольцо и став невидимым (ему пришлось накинуть капюшон, чтобы перестал быть виден Элендилмир, чьё сияние Кольцо не могло скрыть), Исильдур покинул своих погибающих воинов. Напоследок хрустальная звезда королей Запада в последний раз вспыхнула алым сиянием, и люди и орки расступились в страхе, пропустив Исильдура. «Больше ничьи глаза в Средиземье не видели его», — говорит предание.

### Гибель
Как говорят авторские примечания к «Неоконченным сказаниям Нуменора и Средиземья», о конце жизни Исильдура доподлинно никому не известно, но тем не менее его последние часы были с большой степенью достоверности восстановлены во времена короля Элессара, когда были сведены воедино разрозненные косвенные свидетельства и находки.
Согласно окончательному варианту легенды, Исильдур бежал несколько миль, направляясь на север. Достигнув дна долины, он некоторое время стоял на берегу Андуина, проверяя, нет ли погони. Затем поспешно снял все свои доспехи и оружие (оставив лишь короткий меч на поясе) и вошёл в воду, рассчитывая вплавь пересечь реку и скрыться в прибрежных зарослях противоположного берега.
Однако мощное течение Андуина отнесло усталого короля вниз, ближе к тому месту, от которого он бежал. Доплыв до берега, Исильдур вышел практически навстречу оркскому дозору, засевшему в кустах у реки.
Пока Исильдур боролся с волнами Андуина, Кольцо незаметно соскользнуло с его пальца и кануло на дно (где и попалось много веков спустя хоббиту Деаголу). Дозорные орки, поражённые ужасом, увидели выходящую из воды высокую фигуру с сияющей во лбу звездой. Выпустив в неё отравленные стрелы, они в страхе бежали. Но Исильдура, лишённого доспехов, эти стрелы убили наповал. Он рухнул в воду, и река унесла его тело, которое так никогда и не было найдено.
После завершения Войны Кольца и окончательного поражения Саурона многие личные вещи Исильдура, в том числе мифриловый обруч с Элендилмиром и золотой футляр на цепочке, в котором король носил Кольцо, обнаружили в Ортханке. Очевидно, их подобрал Саруман в ходе своих безуспешных поисков Кольца Всевластья.

## Образ Исильдура в кинематографе
В мультипликационном фильме Ральфа Бакши «Властелин колец» (1978) Исильдур, названный «владыкой из рода могучих королей Заморья» (англ. Prince Isildur of the mighty Kings from across the Sea), появляется в эпизодах, повествующих о войне Последнего Союза. Затем он предстаёт в короткой сцене на берегу Андуина, за мгновение до того, как его пронзают стрелы орков.
Питер Джексон в своей экранизации (2001—2003) включил рассказ об Исильдуре (завладение Кольцом и последующая гибель по пути в Ривенделл) в пролог к первому фильму кинотрилогии. Согласно фильму Исильдур воспользовался силой Кольца и стал невидимым, что помогло ему сбежать с поля боя. Попав в воду, Кольцо само слетело с его пальца, и увидевшие его орки расстреляли короля из луков. Некоторые из сцен затем повторяются как флешбэки. Роль Исильдура исполнил Гарри Синклер. Также является играбельным персонажем в играх по фильму, где разыгрываются события войны Последнего союза, а в игре «The Lord of the Rings: The Two Towers» включен как играбельный персонаж, разблокируемый в кампании.
В телесериале «Властелин колец: Кольца власти» юного Исильдура играет английский актер Максим Болдри. Шоураннер сериала Патрик Маккей заявил, что намерение состояло в том, чтобы представить Исильдура более благоприятно, поскольку он обременён тяжелыми обязанностями. Маккей сравнил персонажа с гангстером Майклом Корлеоне из трилогии «Крестный отец».